# Liste der Salzburger Domprediger

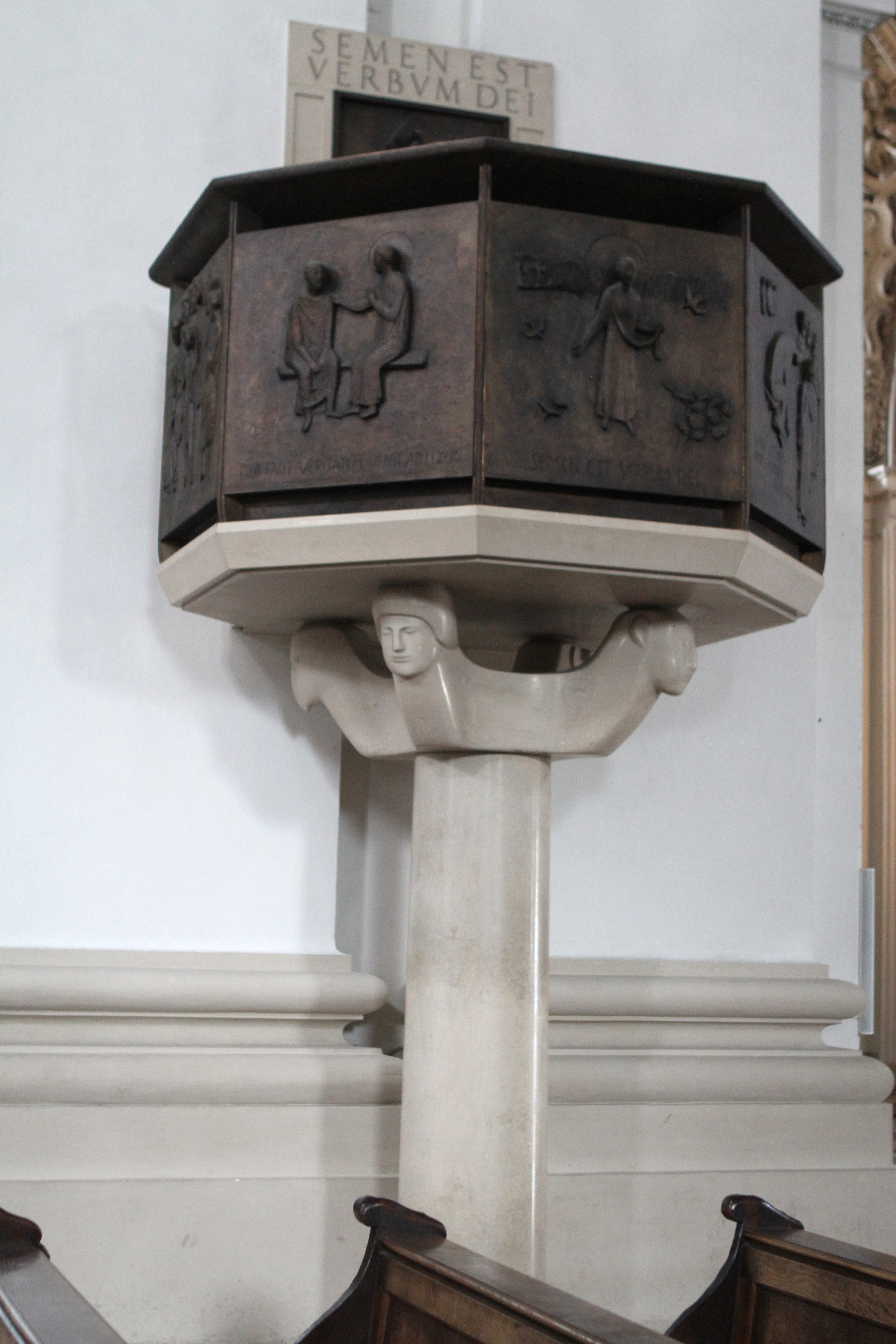
Kanzel im Salzburger Dom

Am Salzburger Dom wurde erstmals um 1549 eine Stelle des Dompredigers gestiftet, dem ein eigenes Amtshaus zur Verfügung stand.
Als Domprediger waren in Salzburg tätig:
| Name                   | von          | bis                                              |  |
| ---------------------- | ------------ | ------------------------------------------------ |  |
| Johann von Staupitz    | 1520         | 1521                                             |  |
|                        |              |                                                  |  |
| Christophorus Neaetius | 1550er Jahre | ab 1556 in Glatz, † 1574                         |  |
| Friedrich Lichtenauer  | um 1560      | 1562 Weihbischof in Bamberg, † 11. Dezember 1570 |  |
| Felizian Ninguarda OP  | nach 1560    | ?                                                |  |
|                        |              |                                                  |  |
| Matthäus Fingerlos     | 1783         | ? 1801                                           |  |
|                        |              |                                                  |  |
| Johann Innerhofer      | nach 1928    |                                                  |  |
|                        |              |                                                  |  |
| Jakob Mayr             | 1957         | ?                                                |  |
| Peter Hofer            | 1973         | ? (1992 Professor in Linz)                       |  |